# Tromba barocca
La tromba barocca è uno strumento musicale aerofono a bocchino. Si tratta di un tipo di tromba in uso tra il XVI e il XVIII secolo e oggi di nuovo utilizzata nelle esecuzioni filologiche. La designazione di tromba barocca talvolta è sinonimo di tromba naturale. Il termine tromba barocca è anche utilizzato per differenziare alcune repliche moderne con dei fori aggiunti, non presenti nelle trombe naturali originali..

## Storia
La tromba naturale fu impiegata in Europa già in epoca remota, dal Medioevo (che a sua volta la ereditò dall'antichità) sino a tutto il periodo barocco.
A Venezia la musica sacra per tromba fu introdotta dal compositore Giovanni Legrenzi; tuttavia il centro più importante per la creazione e diffusione del repertorio per questo strumento fu Bologna, come testimoniano numerose opere di musicisti attivi a S. Petronio e presso l'Accademia Filarmonica (tra cui Maurizio Cazzati, Giovanni Buonaventura Viviani, Andrea Grossi, Giovanni Bononcini e Giuseppe Torelli).
La tromba naturale anticamente era usata per la comunicazione militare o nelle cerimonie pubbliche. Con la decadenza dell'Impero Romano, il suo utilizzo diminuì progressivamente, ma nel 1638 il trattato del compositore Girolamo Fantini dedicato a questo strumento, indicava ancora nel titolo: Modo per Imparare a sonare di Tromba tanto di guerra quanto musicalmente in Organo, con Tromba Sordina, col Cimbalo, e ogn'altro istrumento. Il primo moderno trattato sulla tromba risale però al 1614 e fu manoscritto da Cesare Bendinelli con il titolo Tutta l'arte della trombetta.

Gli armonici comunemente impiegati dalle trombe in do (3°-16°). In pratica gli armonici più gravi non venivano mai impiegati, mentre gli armonici oltre il 16° venivano impiegati occasionalmente. Le note calanti venivano corrette verso l'alto con le labbra, mentre l'undicesimo armonico poteva essere corretto verso l'alto per produrre un fa diesis, o verso il basso per produrre un fa naturale. Le note cromatiche venivano prodotte correggendo con le labbra di un semitono verso il basso l'armonico immediatamente superiore.

Musicisti virtuosi come Fantini dimostrarono che, suonando nel registro più alto dello strumento e correggendo con l'embouchure le note dell'undicesima e tredicesima armonica, era possibile eseguire scale diatoniche maggiori e minori e dunque melodie su una tromba naturale. I migliori musicisti erano in grado addirittura di suonare, correggendo con le labbra, note cromatiche estranee alla serie armonica, che venivano prevalentemente impiegate come note di passaggio. In Germania questa tecnica era chiamata Heruntertreiben, ovvero "riduzione". Altri armonici non intonati, come il settimo e il quattordicesimo (Si♭ in uno strumento in Do) che risultano molto calanti, venivano solitamente evitati dai compositori, ma potevano trovare impiego ad esempio per le loro qualità sonore inusuali.
Compositori del Settecento come Antonio Vivaldi, Georg Philipp Telemann, Georg Friedrich Händel e Johann Sebastian Bach utilizzavano spesso le trombe sia nella musica sacra sia in quella orchestrale che in lavori solisti. Molte di queste parti per tromba sono tecnicamente piuttosto difficili da suonare su uno strumento naturale ed erano spesso scritte per musicisti virtuosi, come  Gottfried Reiche (capo trombettista di Bach e soggetto di un famoso dipinto dell'epoca) o Valentine Snow, per il quale Händel compose alcune delle sue parti di tromba più note. In effetti, trombettisti altamente qualificati erano un bene prezioso per l'epoca, tenuti in grande considerazione e avidamente ricercati dai mecenati musicali.
La maggior parte di pezzi per tromba barocca sono stati scritti per uno strumento naturale intonato in do o in re. 

### Strumenti originali
In Italia, il primo costruttore di trombe secondo le caratteristiche che questo strumento manterrà sino al periodo barocco, fu il senese Ubaldo Montini, di cui rimane un esemplare che porta la data del 1523. In Europa il centro di produzione più importante fino al XVIII sec. fu Norimberga. Alcuni dei migliori strumenti d'epoca risalgono almeno al 1580 circa e furono realizzati da Anton Schnitzer. Altri importanti fabbricanti di trombe sono stati le famiglie Hainlein, Haas ed Ehe, sempre di Norimberga, ed il londinese William Bull. Gli strumenti realizzati da questi artigiani sono attualmente classificati come 'trombe naturali', ma, ovviamente, all'epoca erano chiamati semplicemente trombe. Il termine 'tromba barocca' indica perciò oggigiorno copie o riproduzioni degli strumenti d'epoca, o 'trombe naturali', il cui impiego è ormai prevalente nelle prassi esecutive filologiche. Gli strumenti originali sono raramente usati, sia per il loro valore storico che li rende particolarmente preziosi, sia per la vetustà che li rende di fatto inutilizzabili.
Come accennato all'inizio, alcuni esecutori moderni preferiscono le trombe naturali che riproducano fedelmente gli originali del periodo barocco, ma la maggior parte propende per un tipo di tromba con fori addizionali, inesistenti all'epoca.
La controversia sull'opportunità di utilizzo di questi strumenti modificati è ancora irrisolta; in genere, gli esecutori considerano indispensabile la presenza almeno di un foro nel loro strumento, come compromesso per ottenere un suono il più possibile simile all'originale, ma con accettabili prestazioni di intonazione e di precisione negli attacchi. La questione è abbastanza complessa poiché il termine 'musica barocca' abbraccia un arco cronologico piuttosto ampio e i cambiamenti avvenuti durante questo periodo coinvolgono sia gli strumenti che il repertorio musicale, comportando l'impiego, ad esempio, di differenti alterazioni, non utilizzate in precedenza.
Un famoso suonatore di tromba fu Gottfried Reiche. Nel suo ritratto realizzato da Elias Gottlob Haußmann, imbraccia una tromba a spirale, anche detta 'da postiglione'.